# Захарченко, Андрей Леонидович
Андрей Леонидович Захарченко (род. 1978, Карталы, Челябинская область, РСФСР, СССР) — российский серийный убийца, орудовавший в Карталах в 2011—2014 годах. Большинство убийств совершил при помощи огня, за что получил прозвища «Карталинский маньяк-поджигатель» и «Маньяк-пироман». Приговорён к пожизненному лишению свободы.

## Биография

### Ранняя жизнь и первое убийство
Андрей Леонидович Захарченко родился в городе Карталы (Челябинская область) в 1978 году. Ранние годы провёл в социально неблагополучной обстановке. Родители Захарченко страдали алкогольной зависимостью и подвергали сына агрессии, а также придерживались индифферентного стиля воспитания, благодаря чему в детстве и юности большую часть времени Захарченко был предоставлен сам себе. В школьные годы он носил статус изгоя и был непопулярен в округе и среди женского пола. Обладая субтильным телосложением и невысоким ростом, Захарченко подвергался физическим нападкам и издевательствам со стороны сверстников, вследствие чего он рано потерял интерес к учебному процессу и учителями характеризовался посредственно. После окончания 9 класса Захарченко начал вести криминальный образ жизни. В 2000-х годах он неоднократно подвергался уголовной ответственности за корыстные преступления, а также за убийство, за что отбывал уголовное наказание в виде лишения свободы. Освободившись, Захарченко как ранее судимый испытывал проблемы с трудоустройством и материальные трудности, вследствие чего был вынужден зарабатывать на жизнь случайными заработками и кражами.

### Серия убийств
В период с 2011 по 2014 год Захарченко совершил серию из 10 убийств и 2 покушений.
Первые убийства Захарченко совершил в ночь с 11 на 12 мая 2011 года. Накануне он явился в квартиру к своему приятелю Вячеславу Бондарю, чтобы поздравить его с днём рождением и принять участие в застолье. В гостях у Бондаря также была Евгения Шандолинова, бывшая жена Захарченко, с которой он расстался несколькими месяцами ранее, родная дочь Захарченко, рождённая в начале 2011 года вскоре после их расставания, а также мать Шандолиновой Наталья. На протяжении нескольких часов компания, в том числе Захарченко, проводили время за совместным употреблением алкогольных напитков. Ближе к вечеру Захарченко покинул квартиру. По пути домой он обнаружил, что забыл свой мобильный телефон, после чего решил вернуться, однако не открыто, а тайно, одновременно обворовав квартиру. Выждав, пока наступит ночь, Захарченко подошёл к дому и забрался в квартиру Бондаря, располагавшуюся на втором этаже, по газовой трубе через окно. В этот момент все люди, находившиеся в квартире, уже спали, благодаря чему Захарченко забрал свой телефон и беспрепятственно похитил 60 рублей и пару женских туфель. Затем он, опасаясь уголовного преследования и испытывая старые обиды к бывшей жене и другу, с целью сокрытия кражи и мести облил вещи в зале горючей жидкостью и поджёг их, в результате чего быстро начался пожар, в котором погибли трое взрослых и новорождённая дочь Захарченко. Он успел скрыться, спустившись на улицу по трубе. Вскоре соседи, заметив задымление, вызвали милицию и пожарных. После тушения пожара были обнаружены четыре тела. Было установлено, что все жертвы скончались от отравления угарным газом и то, что поджог был умышленным, после чего началось расследование массового убийства. Захарченко сразу попал в поле зрения милиции, так как, по показаниям соседей Бондаря, накануне он также присутствовал на празднике. Однако в ходе изучения записей с камеры видеонаблюдения, установленной в подъезде дома, удалось установить, что Захарченко вышел из подъезда за несколько часов до пожара, после чего все подозрения с него были сняты, и он был отпущен.
В сентябре того же года Захарченко совершил ещё один поджог, желая причинить смерть двум женщинам, к одной из которых он испытывал неприязнь. Убедившись, что его знакомая и её бабушка спят, Захарченко поджёг рубероид, использовавшийся в качестве обшивки дома, однако потерпевшие своевременно обнаружили пожар и потушили его.
Следующее убийство Захарченко совершил в сентябре 2012 года. Жертвой стал мужчина средних лет, случайный знакомый Захарченко, личность которого так и не была установлена, с которым он поссорился в ходе распития спиртного. В ходе конфликта Захарченко нанёс ему многочисленные удары руками, ногами и камнем по голове и телу, в результате чего тот потерял сознание. Затем Захарченко бросил ещё живую жертву в земляную яму, после чего увидев, что избитый мужчина продолжает подавать признаки жизни, спустился и добил его ударом по голове ногой, затем засыпал яму мусором и ветками и скрылся. Было установлено, что жертва скончалась от последствий избиения и задохнувшись под гнётом мусора. У убитого Захарченко похитил DVD-диски и велосипед.
Последние убийства Захарченко также совершил с помощью огня в ночь с 25 на 26 марта 2014 года. В ту ночь он пришёл к частному дому в Пионерском переулке, который принадлежал его давней знакомой. Захарченко имел с ней конфликт на почве того, что она длительное время отвергала его любовные притязания, а также позволяла своей подруге публично оскорблять его. Накануне он в очередной раз поссорился с ней, а спустя несколько часов, уже ночью пришёл к её дому, в котором, помимо неё, ночевала её подруга и трое детей 5, 9 и 11 лет, оставленные им на попечительство. Захарченко удалось пробраться в прихожую дома, после чего он облил там вещи горючей жидкостью и поджёг. Благодаря тому, что дом был ветхим и деревянным, огонь быстро охватил его снаружи и изнутри, после чего Захарченко, убедившись в том, что начался пожар, скрылся. В результате находившиеся в доме двое женщин и трое детей не смогли вовремя выбраться из горящего дома и скончались от удушения угарным газом.

### Арест, следствие и суд
В ходе расследования массового убийства удалось связать его с другим поджогом в мае 2011 года, после чего следователи вновь обратили внимание на Андрея Захарченко, который был так или иначе связан с жертвами убийств в 2011 и 2014 годах. Вскоре подруга умершей в пожаре женщины сообщила милиции, что погибшая состояла с Захарченко в конфликте, после чего он был арестован. В ходе следствия он сразу признал свою вину и дал признательные показания по 9 убийствам, совершённым в результате поджогов, в убийстве неустановленного мужчины в сентябре 2012 года и в 2 покушениях. Он активно сотрудничал со следствием и принимал участие в проведении следственных экспериментов, однако за всё время признаков раскаяния не демонстрировал и искренне считал, что все погибшие заслужили своей смерти, мотивируя это тем, что все они безнаказанно подвергали его насмешкам. В рамках расследования было опрошено более 50 свидетелей, назначено более 25 судебных экспертиз, в том числе судебно-медицинских, пожарно-технических, генетических. В конечном итоге Захарченко инкриминировались ст. 105 ч. 2 п.п. "а", "в", "е" ("Убийство десяти человек, в том числе четырех малолетних, совершенное общеопасным способом"), ст. 30 ч. 3 п.п. "а" ч. 2 ст. 105 ("Покушение на убийство двух человек"), ст. 167 ч. 2 ("Умышленное уничтожение и повреждение путем поджога чужого имущества, повлекшее причинение значительного ущерба"), ст. 139 ч. 1 ("Незаконное проникновение в жилище, совершенное против воли проживающего в нем лица") УК РФ. Вскоре Захарченко судебно-психиатрической экспертизой был признан абсолютно вменяемым, после чего предстал перед судом. 29 февраля 2016 года Челябинский областной суд признал Андрея Захарченко виновным в совершении 10 убийств и 2 покушений и назначил уголовное наказание в виде пожизненного лишения свободы. Также суд обязал его выплатить родственникам жертв в качестве моральной компенсации 2,5 миллионов рублей и 470 тысяч рублей за имущественный ущерб. Верховный суд РФ оставил приговор без изменения. Был отправлен отбывать наказание в колонию особого режима «Чёрный дельфин» в Оренбургской области.

## В массовой культуре
- Документальный фильм «Адское пламя» из цикла «По следу монстра» (2021)